# Dvor (gmina Šmarje pri Jelšah)
Dvor – wieś w Słowenii, w gminie Šmarje pri Jelšah. W 2018 roku liczyła 194 mieszkańców.